# 樺山三英
樺山 三英（かばやま みつひで、1977年10月17日 - ）は、日本の小説家、SF作家。東京都生まれ。

## 経歴・人物
学習院大学文学部卒業。父は歴史学者の樺山紘一。
『ジャン=ジャックの自意識の場合』で、第8回日本SF新人賞を受賞し、2007年デビューした。既存の古典文学を本歌取りしつつ、独自の広がりを加える作風で知られる。2010年、『ハムレット・シンドローム』で、第8回センス・オブ・ジェンダー賞・話題賞を受賞した。

## 作品リスト

### 単行本

#### 単著
- ジャン=ジャックの自意識の場合 （徳間書店、2007年5月）ISBN 978-4-19-862330-2 （ジャン＝ジャック・ルソー、ジャック・デリダ、ダニエル・デフォーなどを下敷き）
- ハムレット・シンドローム（小学館ガガガ文庫、2009年10月）（久生十蘭、ウィリアム・シェイクスピア、ジャック・デリダ、ハイナー・ミュラー、ジョン・アップダイクなどを下敷き）
- ゴースト・オブ・ユートピア（早川書房、ハヤカワSFシリーズ Jコレクション、2012年6月）（S-Fマガジン掲載の「ユートピア文学」を主題とした連作短編集）
  - 一九八四年 （S-Fマガジン 2008年2月号、早川書房） （ジョージ・オーウェルを下敷き）
  - 愛の新世界 （S-Fマガジン 2008年6月号、早川書房）（シャルル・フーリエを下敷き）
  - ガリヴァー旅行記 （S-Fマガジン 2008年11月号、早川書房）（ジョナサン・スウィフトを下敷き）
  - 小惑星物語 （S-Fマガジン 2009年2月号、早川書房）（パウル・シェーアバルトを下敷き）
  - 無何有郷だより （S-Fマガジン 2009年7月号、早川書房）（ウィリアム・モリスを下敷き）
  - すばらしい新世界（S-Fマガジン 2009年12月号、早川書房）（オルダス・ハクスリーを下敷き）
  - 世界最終戦論（S-Fマガジン 2010年3月号、早川書房）（石原莞爾を下敷き）
  - 収容所群島（S-Fマガジン　2010年6月号、早川書房）（アレクサンドル・ソルジェニーツィンを下敷き）
  - 太陽の帝国（S-Fマガジン　2010年9月号、早川書房）（J・G・バラード、SFセミナー2010を下敷き）
  - 華氏四五一度（S-Fマガジン　2010年12月号、早川書房）（レイ・ブラッドベリを下敷き）
- ドン・キホーテの消息（幻戯書房、2016年5月26日）ISBN 978-4-86-488099-2

#### 共著
- 三島由紀夫 最後の言葉―三島由紀夫と「図書新聞」の20年（知のフロントラインへ―「図書新聞」セレクション） 「図書新聞」編集部(編)、高原英理(著)、樺山三英(著)、井上隆史(著)、柳瀬治(著)、鳥居万由実(著)、松原俊太郎(著) （武久出版、2022年06月）

### 雑誌等寄稿
小説
- 跋 （『SF Japan』 2007年春号、徳間書店）
- セルゲイ・Pの思い出 （『SF Japan』2008年春号、徳間書店）
- ONE PIECES （『SF Japan』2008年冬号、徳間書店）
  - 『年刊日本SF傑作選 超弦領域』大森望、日下三蔵編 （創元SF文庫、2009年6月）に再録
- 庭、庭師、徒弟 (『NOVA 書き下ろし日本SFコレクション 6』 大森望編 河出文庫、2011年11月　所収）
- 無政府主義者の帰還(第1回) (『S-Fマガジン』 2013年2月号、早川書房)
- 無政府主義者の帰還(第2回) (『S-Fマガジン』 2013年3月号、早川書房)
- 無政府主義者の帰還(最終回) (『S-Fマガジン』 2013年4月号、早川書房)
- セヴンティ (『季刊メタポゾン』 第10号(2013年暮秋) 2013年12月、メタポゾン) (大江健三郎『セヴンティーン』を下敷き)
- D坂再訪（『ユリイカ』2015年8月号 7月27日、青土社）
- あるゾンビ報告（『人工知能の見る夢は AIショートショート集』 人工知能学会編 文春文庫、2017年5月　所収）
- 団地妻B（『すばる』2018年4月号、集英社）
- post script（『ナイトランド・クォータリー vol.20』アトリエサード、2020年4月）

エッセイ・対談等
- マイ・スタンダードSF (『S-Fマガジン』 2011年9月号、早川書房）
- Talk Session 歴史と自我の狭間で : 『ゴースト・オブ・ユートピア』とSFの源流 (『S-Fマガジン』 2012年8月号、早川書房) - 岡和田晃との対談。
- 【対談】私市保彦×樺山三英 (『ユリイカ』2014年9月号・特集=サド -没後二〇〇年・欲望の革命史- 2014年8月27日、青土社)
- The horror! The horror!（『ユリイカ』2017年11月号・特集=スティーヴン・キング ―ホラーの帝王―  2017年10月27日、青土社）
- エキゾティックな郊外? （『小説トリッパー』2018年秋号 2018年9月18日、朝日新聞出版）
- アトラスの双貌 (『ユリイカ』2020年6月号・特集＝地図の世界 2020年5月28日、青土社)